# 丰特斯德亚约达尔
丰特斯德亚约达尔，是西班牙瓦伦西亚自治区卡斯特利翁省的一个市镇。总面积11平方公里，总人口101人（2001年），人口密度9人/平方公里。